# Marché de l'aéroport (métro de Séoul)
Marché de l'aéroport (en coréen : 개화역 et officiellement en anglais : Airport Market) est une station de passage de la ligne 9 du métro de Séoul. Elle est située Basement 30, Banghwadong-ro, dans l'arrondissement de Gangseo-gu, à Séoul en Corée du Sud.
Ouverte en 2009, elle est desservie par les rames omnibus qui circulent sur la ligne 9.

## Situation sur le réseau

Plan du réseau (2023)

La station souterraine de passage Marché de l'aéroport de la ligne 9 du métro de Séoul, est situé entre la station Aéroport international de Gimpo, en direction du terminus nord/ouest Gaehwa, et la station Sinbanghwa, en direction du terminus sud/est VHS Medical Center.

## Histoire
La station Marché de l'aéroport de la ligne 9 du métro de Séoul est mise en service le 24 juillet 2009, lors de l'ouverture à l'exploitation de la première section de la ligne entre Gaehwa et Sinnonhyeon.

## Services aux voyageurs

### Accès et accueil
Domiciliée au Basement 30, Banghwadong-ro, la station dispose de quatre accès numérotés 1 à 4. Elle est organisée sur quatre niveaux souterrains reliés par des escaliers et des ascenseurs avec deux quais latéraux. Elle est équipée d'automates notamment pour l'achat titres de transport.

### Desserte
Marché de l'aéroport est desservie par les rames omnibus qui circulent sur la ligne 9.

### Intermodalité
Des arrêts de bus urbains sont situés à proximité d'accès.

## À proximité
Elle permet notamment l'accès à la Zone Aéroportuaire et au Marché Aéroportuaire.